# 東北人民革命軍
東北人民革命軍（とうほくじんみんかくめいぐん、簡体字：东北人民革命军、朝鮮語: 동북인민혁명군）は1933年9月、中国共産党の指導のもと中共満州省委員会が東北地域に組織した抗日武装組織。第1軍から第6軍まで拡張、各地に遊撃根拠地を築いた。
隊員は6000人を数えたが、中国人と朝鮮人の隊員間にあった対立や摩擦、疑心暗鬼、緊張関係から後に民生団事件（1932年末～1936年3月）と呼ばれる内部闘争が発生、多くの幹部および隊員が粛清・追放されたり脱走し組織は疲弊、1936年3月、東北抗日聯軍に改編された。

## 沿革
- 1933年1月26日、中共中央は満州省委員会に対して人民革命軍を組織することを命令。
- 1933年9月18日、東北人民革命軍第1軍第1独立師が創建される。師長兼政治委員は中国共産党満州省委から派遣された楊靖宇。参謀長は李紅光（朝鮮人）。兵力は16個部隊約720人。
- 1934年3月、三道湾能芝営根拠地で開かれた会議により東北人民革命軍第2軍第1独立師が延吉県で創建される。師長は朝鮮人の朱鎮、政治委員は中国人の王徳泰。
- 1934年5月、中共東北人民革命軍第2軍第1独立師は五・三〇事件を記念、2つの独立師に分かれる。第1独立師は朱鎮が師長、王徳泰が政治委員。第2独立師は方振声が師長。
- 1934年11月7日、東北人民革命軍第1軍が成立。楊靖宇が軍長兼政治委員をつとめる。[1]
- 1935年1月、民生団と疑われた韓英浩が、人民革命軍第2軍独立師第1団3連連長の朴春和と独立師師長の朱鎮らが民生団と自白（韓英浩事件）
- 1935年1月28日、東北反日遊撃隊哈東支隊路（1934年6月29日設立）が地方の青年義勇軍を合併し東北人民革命軍第3軍に発展。前身は1933年10月10日に黒竜江省朱河県で設立された朱河反日遊撃隊[2]。
- 1936年1月、東北抗日聯軍の設立を決定。同月、湯原遊撃隊が東北人民革命軍第6軍として参加[3]。
- 1936年2月、寧安県で東北人民革命軍第2軍と第5軍、東満特委の連席会議を開く。反民生団闘争の誤りを認める。
- 1936年3月末、東北抗日連軍に改編。師団制を採用、楊靖宇が司令官となる。金日成は東北人民革命軍第2軍第3連隊の政治委員から東北抗日連軍第2軍第3師の師長になる。

## 所属した人物
- 柴世栄（漢族・1893年-1944年）
- 崔庸健（朝鮮人・1900年 - 1976年9月19日）
- 周保中（白族・1902年 - 1964年）
- 楊靖宇（漢族・1905年2月26日 - 1940年2月23日）第1軍の軍長兼政治委員
- 崔賢（朝鮮人・1907年4月8日 - 1982年4月9日）
- 李永鎬（朝鮮人・1909年－1970年代？）
- 李紅光（朝鮮人・1910年 - 1935年）
- 金日成（朝鮮人・1912年4月15日 - 1994年7月8日）第2軍第3連隊政治委員
- 金昌徳（朝鮮人・？-1969年？）
- 朱鎮（朝鮮人）第2軍第1独立師師長。日本に投降
- 王徳泰（漢族・1907年5月23日-1936年11月25日）第2軍第1独立師政治委員
- 方振声（? - 1940）第2軍第2独立師師長。
- 韓英浩（朝鮮人）
- 王仁齋（漢族・1906年-1937年9月）
- 趙志遠（漢族）
- 蘇剣飛（漢族・1907年-1935年）第1軍南満第1遊撃大隊大隊長
- 趙尚志（漢族・1908年-1942年）第3軍軍長
- 李福林（朝鮮人・1907年5月-1937年4月、咸鏡北道穏城郡出身[2]）第3軍党支部書記